# عهود خالد العماري
عهود خالد العماري (مواليد 11 أبريل 1991) هي لاعبة كرة قدم سعودية معتزلة، لعبت في مركز خط الوسط مع النادي الأهلي في الدوري السعودي الممتاز للسيدات.

## مسيرتها الكروية
شاركت العماري في موسم 2022–23 من الدوري السعودي الممتاز للسيدات مع نادي الهلال، وقادت الفريق لتحقيق المركز الثاني.
في الموسم التالي 2023–24، انتقلت إلى النادي الأهلي، وحققت مع الفريق لقب كأس الاتحاد السعودي للسيدات، بالإضافة إلى المركز الثاني في الدوري السعودي الممتاز للسيدات.
بعد ختام موسم 2023–24 من الدوري السعودي الممتاز للسيدات، أعلنت العماري اعتزالها كرة القدم.

## مسيرتها الدولية
في فبراير 2022، اُختيرت العماري ضمن قائمة المنتخب السعودي الأول لكرة القدم للسيدات لخوض مباراتين وديتين أمام سيشل والمالديف.

## الإنجازات

### النادي
الهلال
- الدوري السعودي الممتاز للسيدات:
  - الوصيف: 2022–23

الأهلي
- كأس الاتحاد السعودي للسيدات:

 البطل: 2023–24
- الدوري السعودي الممتاز للسيدات:
  - الوصيف: 2023–24